# Ioann Kutka
Ioann Kutka (rusínsky Іоанн Кутка, ukrajinsky Іван Кутка, Ivan Kutka, 23. února 1750 Sukov —17. října 1812 Užhorod) byl rusínský řeckokatolický kanovník a kapitulní vikář, učitel, spisovatel a osvícenec. Ioann byl součástí malého osvícenského kroužku okolo Ondřeje Bačinského, který jej založil. Mezi významná díla Ioanna patří Slabikář jazyka ruského (rusínsky Буквар язика руського) a Katechismus, který přeložil do rusínštiny.
Od roku 1809 až do své smrti v roce 1812 byl kapitulním vikářem a zastupoval biskupa Mukačevské eparchie. Nahradil ho nově zvolený kapitulní vikář Michal Bradač a poté biskup Aleksej Povčij.

## Život
Ioann Kutka se narodil 23. února 1750 v Sukově na dnešním Slovensku. Jeho otec byl řeckokatolický farář. Studoval filozofii v Košicích a teologii v Mukačevu. V roce 1775 byl vysvěcen na kněze a pracoval u apoštolského exarchátu košického (dnešní Košická eparchie). O rok později, v roce 1776, se stal kaplanem v Užhorodu. V roce 1777 se stal písařem a sekretářem mukačevského biskupa Ondřeje Bačinského. Ve stejném roce začal vyučovat základy liturgie na Užhorodském teologickém semináři, kde mezi lety 1783 až 1786 byl rektorem.

### Kanovník a kapitulní vikář
V roce 1794 se stal kanovníkem u Mukačevské eparchie. V roce 1808 se stal pomocníkem již starého Ondřeje Bačinského. Ondřej Bačinský chtěl vyučit Ioanna aby se po jeho smrti stal nástupem a biskupem. Uherské kancléřství ale nepodpořilo kroky Ondřeje a spíš navrhovala jiného kanovníka a to Michala Bradače. Uražený Ondřej nechal jmenovat Ioanna kapitulním vikářem.
Ondřej Bačinský zemřel 15. prosince 1809. Nástupcem se měl stát pomocný biskup Michal Bradač, ale jeho titul pomocného biskupa tval pouze během života Ondřeje Bačinského. V reakci na smrt biskupa se stal Ioann nejvýše postaveným v eparchii a řídil celou Mukačevskou eparchii. Důvodem nezvolení nového biskupa byla absence papeže Pia VII. v Římě, ten během napoleonských válek sídlil v Fontainebleau a nemohl zvolit nového biskupa.
Michal Bradač byl nešťastný ze situace v eparchii, jelikož on pomocný biskup, byl podřízený klasickému knězovi. 17. října 1812 zemřel kapitulní vikář Ioann Kutka v Užhorodu. Na jeho místo byl zvolen Michal Bradač, ale stále jako kapitulní vikář. Dalším biskupem eparchie se stal Aleksej Povčij.

## Dílo
Ioann Kutka byl jeden z mála, který podpořil rozvoj rusínského jazyka. Chtěl, aby se stal literárním jazykem, ale to se mu nepodařilo. I tak napsal Slabikář jazyka ruského (rusínsky Буквар язика руського) v rusínštině a Katechismus, který přeložil do rusínštiny a do, tehdy literárního jazyka, církevní slovanštiny. Jeho názory na rusínský jazyk ale neopětovala tehdější rusofilská inteligence.